# Вячко
Вя́чко (Вячесла́в; бел. Вячка, лат. Vetseke, латыш. Viesceķis, 1175/1180 — 1224, Юрьев) — князь Кукейносского княжества до 1203—1208, князь Юрьевский 1223—1224.

## Происхождение
Сведения для однозначного утверждения о происхождении Вячко скупы. По наиболее распространённой версии он происходил из Полоцкой ветви Рюриковичей. При этом его отождествляют с Вячко, сыном полоцкого князя Бориса Давыдовича от первого брака. Этот Вячко является одним из героев повести о Святохне, пересказанной В. Н. Татищевым. Однако существуют и другие версии его происхождения. Так О. М. Рапов, вслед за Татищевым, считал, что он происходит из смоленской ветви Рюриковичей.

## Биография
Основной источник о деятельности Вячко — «Хроника Ливонии» Генриха Латвийского. Согласно ей, Вячко (Vetseke) был князем в латгальском княжестве Кукейнос, вассалом князя Полоцка, где он возглавлял сопротивление Ливонскому ордену.
В 1205 году Вячко передал часть земель епископу Риги Альбрехту фон Буксгевдену в обмен на обещание защиты от литвы.
В 1207 году Вячко был захвачен и доставлен в цепях в Ригу, однако епископ позже освободил его. Ресурсов Полоцкого княжества было недостаточно для действенной помощи Вячко в его борьбе против крестоносцев, и в 1208 году Вячко сжёг Кукейнос и ушёл в русские земли, а территория его княжества была полностью захвачена епископом.
Лишь в 1216 году, по свидетельству Генриха Латвийского, началась великая война русских и эстов против меченосцев. Уже в 1217 и 1219 годах были предприняты совместные смоленско-новгородские походы в Прибалтику, в 1221 и 1223 годах — владимирско-новгородские. Вячко вновь появился в источниках в 1223 году, когда новгородский князь Ярослав Всеволодович поставил его князем в город Юрьев. Вячко проявил себя храбрым полководцем, отразил несколько нападений крестоносцев, однако в 1224 году погиб при обороне Юрьева от армии епископа Альбрехта, вспомогательное войско из Новгорода успело дойти только до Пскова (к тому же времени относится конфликт между новгородским боярством и великим князем владимирским Юрием Всеволодовичем). С этим событием связано единственное упоминание Вячко в русских летописях — в Новгородской первой летописи, где под 6732 (1224) годом сказано:

Того же лета убиша князя Вячка немци в Гюргеве, а город взяша.
— Новгородская 1-я летопись, год 6732

## Вячко в «Хрониках» Генриха Латвийского
Впервые Вячко появляется на страницах «Хроники Ливонии» Генриха Латвийского в записях за 1205 год — «седьмой год епископства Альберта». Обеспокоенный тем, что «латинские пилигримы» поселились всего в трёх милях от него, он принимает смелое решение — прояснить ситуацию в личной встрече с епископом, для чего спускается на корабле вниз по реке. Чтобы нанести этот визит по собственному желанию, без приглашения, ему приходится предварительно выслать в Ригу гонца. Из этой записи следует, что Вячко вступает в контакт с епископом не первый раз, и «дипломатический этикет» в отношениях между Ригой и королём Вячко из Кукейноса (как его величает Генрих) уже согласован. Встреча имела типично протокольный характер:

После рукопожатий и взаимных приветствий он тут же заключил с тевтонами прочный мир, который, впрочем, продолжался недолго. По заключении мира, простившись со всеми, он радостно возвратился к себе.— Хроника Генриха Латвийского
На следующий, 1206 год в «Хрониках» фигурирует не Вячко, а его резиденция — «русский замок Кукейнос», где останавливаются послы от сюзерена — князя Полоцкого Владимира в ожидании ответа епископа на предложение провести переговоры 30 мая близ реки Воги.
«Девятый год епископства» был ознаменован для Альберта продвижением: он становится ленником Римской империи, превращаясь в князя-епископа. С начала 1207 года вся Ливония — его лен, и Альберт сосредотачивает в своих руках и светскую, и духовную власть в этой земле. В Ригу из Тевтонии епископ возвращается только на Пятидесятницу, 10 июня, в сопровождении двух графов, других благородных и почтенных людей и нового десанта строителей-пилигримов. Услышав о прибытии Альберта, в Ригу едет и Вячко:

он вместе со своими людьми вышел им навстречу и по прибытии в Ригу был принят всеми с почётом. Проведя в самой дружественной обстановке в доме епископа много дней, он наконец попросил епископа помочь ему против нападений литовцев, предлагали за это половину своей земли и своего замка. Это было принято, епископ почтил короля многими дарами, обещал ему помощь людьми и оружием, и король с радостью вернулся домой.
Вопрос о причинах такого щедрого дара «в полцарства» до сих пор остаётся без ответа. Ни о каких нападениях литовцев на Кукейнос, серьёзность которых могла бы быть тому причиной, сведений в «Хронике» нет.
К концу этого же года разыгрывается конфликт, выступающий прологом к конечной потере русским князем своего княжества. Событие это имеет место между рождественским нападением литовцев на Турайду (24 декабря 1207 года) и Пасхой (6 апреля 1208 года). В отличие от других событий хроники, предысторию конфликта и его причины Генрих не раскрывает, возлагая вину на Вячко самим стилем фразы: «В это время возник раздор между королём Кукейноса и рыцарем Даниилом из Леневардена. Этот король причинял много неприятностей людям Даниила и, несмотря на неоднократные увещевания, не переставал их беспокоить». Епископ был в курсе дел, но помимо неких увещеваний (о них глухо упоминается), ничего не предпринимал. Эту безнаказанность окружающие, вплоть до людей самого низкого происхождения, слуг, восприняли как вседозволенность, и в итоге

…однажды ночью слуги Даниила поднялись вместе с ним самим и быстро двинулись к замку короля. Придя на рассвете, они нашли спящими людей в замке, а стражу на валу мало бдительной. Взойдя неожиданно на вал, они захватили главное укрепление; отступавших в замок русинов, как христиан, не решились убивать, но угрозив им мечами, одних обратили в бегство, других взяли в плен и связали. В том числе захватили и связали самого короля, а все имущество, бывшее в замке, снесли в одно место и тщательно охраняли. Позвали господина своего Даниила, бывшего поблизости, и он, желая выслушать совет епископа об этом деле, сообщил обо всем рижанам. 
Итак, налицо открытое оскорбление чести и достоинства главы соседнего государства (Генрих именует Вячко, как и князей псковских и полоцких, королём — в отличие от племенных вождей, которых он называет лишь старейшинами). Совершено оно даже не рыцарем (подвластным епископу), а низкородными его слугами. В ту эпоху повод к войнам давали и гораздо менее значимые события, и поэтому хотя бы формально Альберт должен выказать неодобрение:

Епископ вместе со всеми своими был очень огорчен и не одобрил сделанного, велел вернуть короля в его замок и возвратить ему всё имущество, затем, пригласив короля к себе, с почётом принял его, подарил ему коней и много драгоценной одежды…
и только лишь на Пасху (6 апреля 1208 года), вновь «самым ласковым образом» угостив Вячко с дружиной и, «усыпив всякую вражду между ним и Даниилом», с радостью отпускает князя домой.

## Вячко вобороне Юрьева

Скульптура «Вячко и Меэлис при обороне Юрьева»

В 1223 году во всей Эстляндии развернулось восстание против крестоносцев. Немцам и датчанам эсты рубили головы; некоторых священников принесли в ритуальную жертву языческим богам. Ликвидировав таким образом гарнизоны, эсты овладели несколькими крепостями. На подмогу им вышли русские войска из Новгорода и Пскова, которые встали в ключевых крепостях — Феллине и Юрьев. Князю Вячко, чьё Кукейносское княжество к этому времени уже заняли крестоносцы, Новгород дал дружину в 200 ратников, чтобы он мог воссесть в Юрьеве или любом другом месте, которое сможет себе отвоевать.
К 1224 году Юрьев оставался последним центром сопротивления крестоносцам между Чудским озером и морем. К его жителям с радостью присоединилось население Сакала, Уганди и других близлежащих земель. На пасху 1224 года крестоносцы осадили Юрьев, но после пяти дней боёв были вынуждены отойти. Тогда епископы направили к Вячко послов, предложив ему отказаться от «язычников-повстанцев» и покинуть крепость, однако он решил остаться. 15 августа 1224 года войско крестоносцев, усиленное большим количеством обращённых в христианство ливов и леттов, вернулось под Юрьев, и вновь осадило город.
Вторая осада Юрьева в 1224 году длилась «много дней и ночей». Вячко и его двумстам дружинникам вновь предложили свободный выход из крепости. Однако князь, ожидавший подмоги из Новгорода, вновь отказался. Когда Юрьев пал, крестоносцы учинили варварскую резню, не щадя ни женщин, ни детей. Генрих Латвийский пишет, что Вячко с группой дружинников принял бой в одном из укреплений крепости, но всех их в конце концов одолели, вытащили и убили. Из всех защитников Юрьева крестоносцы оставили жизнь только одному воину из Суздаля — посадив на коня, его отправили в Новгород, чтобы он сообщил о падении Юрьева. Обещанная подмога из Новгорода дошла только до Пскова, где, получив печальное известие, новгородцы поспешили заключить мир с немцами.

## Брак и дети
О жене и детях Вячко в источниках ничего не сообщается. Однако род Тизенгаузенов выводил свой род от Вячко, хотя документально история рода подтверждается только начиная с XVI века. Согласно исследованиям М. А. Таубе, у Вячко была дочь Софья (ум. после 1269; 1-й муж с 1229 — Дитрих Младший фон Кокенгузен, ум. 1245/54; 2-й муж с 1254 — Бернард де Гейе, ум. после 1254).

## Упоминание в литературе
Вячко является главным героем романа белорусского автора Леонида Давыдовича Дайнеко «Меч князя Вячки».
Вячко является главным героем баллады Владимира Короткевича «Баллада про Вячко, князя простых людей» (бел. «Балада пра Вячка, князя людзей простых»).